# Дуррес (округ)

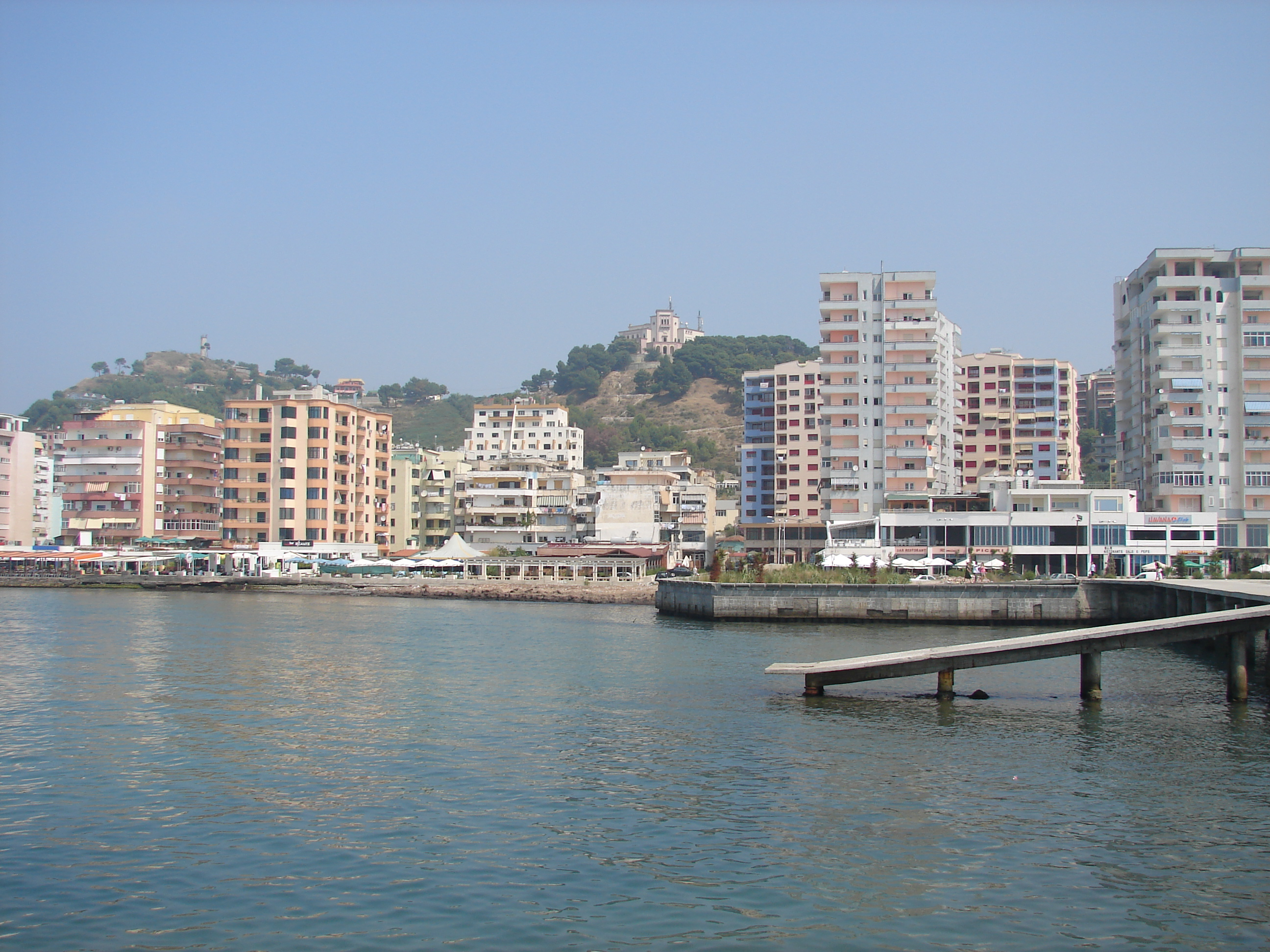
Город Дуррес — административный центр округа

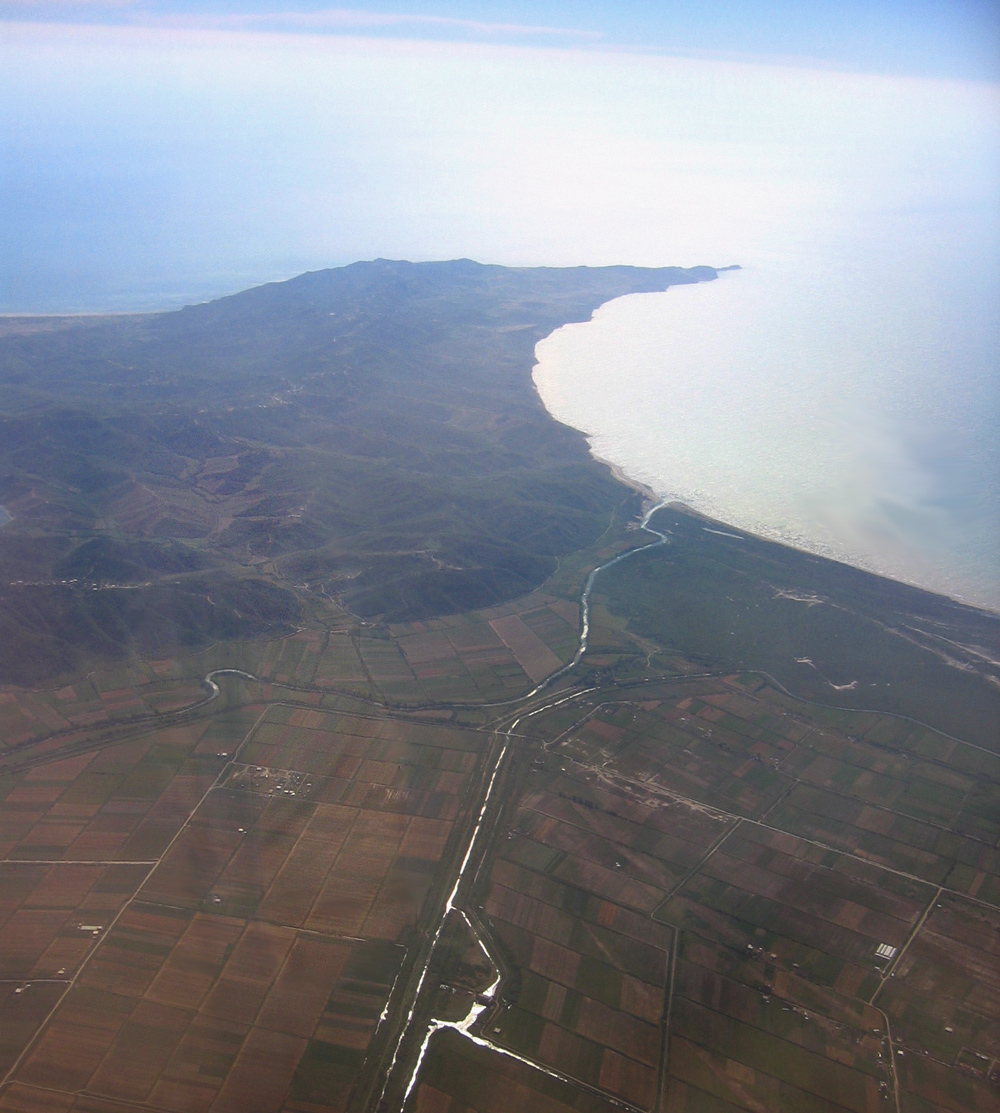
Мыс Родони (Мюжлит-те-Скендербеут) и устье реки Ишми

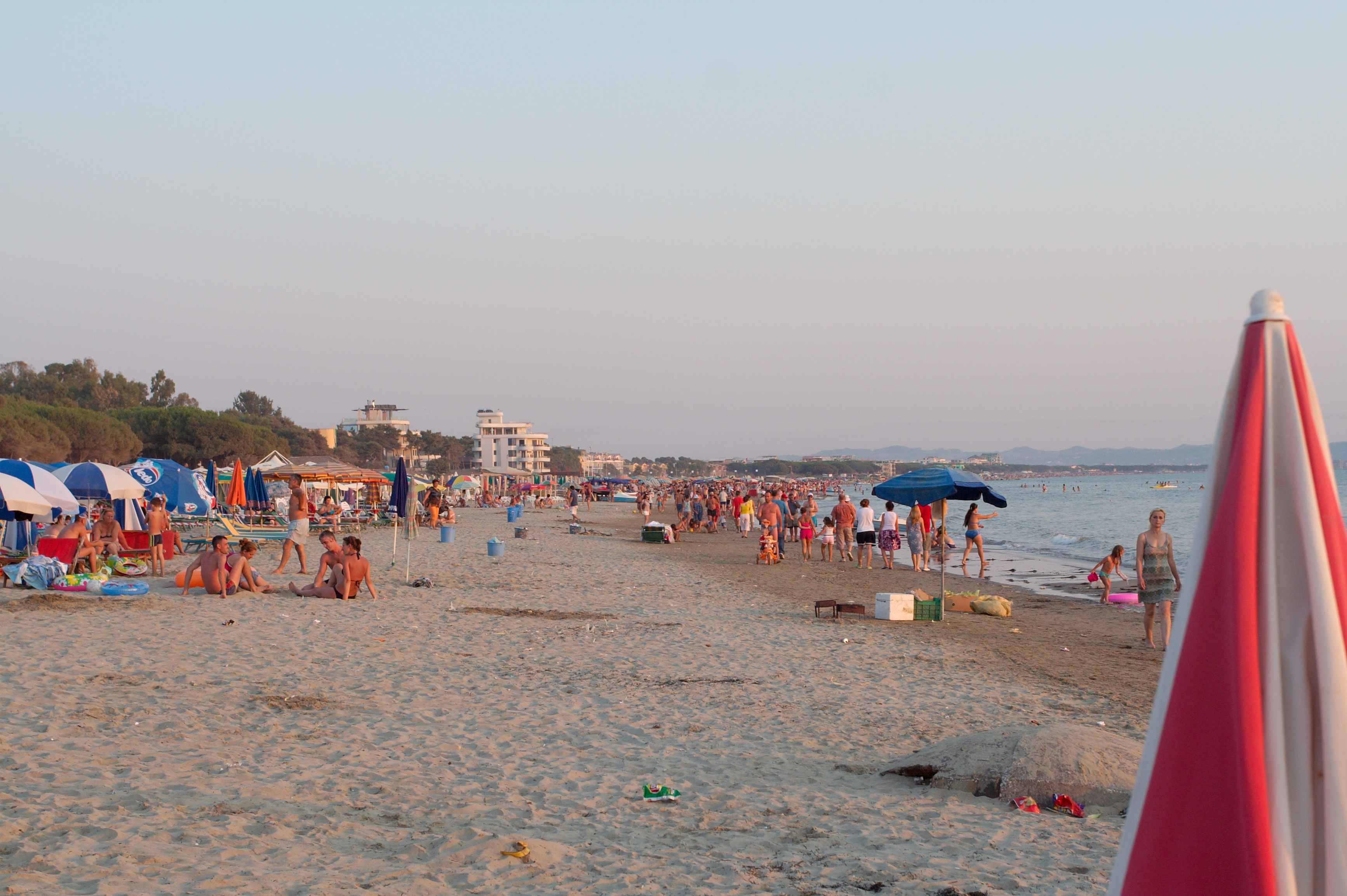
Пляжи Дурреса

Дуррес (алб. Rrethi i Durrësit) — один из 36 округов Албании, расположенный в центральной части страны.
Округ занимает территорию 433 км² и относится к области Дуррес. Административный центр — город Дуррес.

## Географическое положение
Округ Дуррес расположен на адриатическом побережье Албании. Территория округа представляет собой преимущественно равнину. На юго-востоке и западе округа тянутся гряды холмов. Прибрежные равнины были частично осушены после Второй мировой войны и используются под сельское хозяйство. С юго-востока на северо-запад через округ протекает река Эрзени, впадающая в большую бухту (Gjiri i Lalzit) в Адриатическом море. На севере к бухте примыкает небольшой полуостров, переходящий в мыс Родонит (Kepi i Rodonit).
Большая часть населения сосредоточена в быстро растущем городе Дурресе и городке Шияку к востоку от него.

## Экономика и промышленность
Экономика Албании сконцентрирована в основном вдоль транспортного коридора Тирана-Дуррес, соединяющего единственный международный аэропорт страны с главным портом. Здесь сконцентрировано множество производственных и транспортных предприятий, несколько совместных фабрик.
Летом значимой отраслью экономики становится туризм. Южнее Дурреса строятся отели.

## Транспорт
Дуррес — также и транспортный узел. Автобан соединяет Дуррес с Тираной, а затем переходит в шоссейную дорогу на юг. В Дурресе находится главное управление албанской железной дороги и порт.

## Административное деление
Территориально округ разделён на города Дуррес, Маминаси, Манеза, Сукти, Шияку и 6 общин: Гепаля, Ишми, Катунди-и-Ри, Ррашбули, Шкозети, Джафзотай.